# Listă de actori iranieni
Aceasta este o listă de actori iranieni.
Cuprins: Început - 0–9 A B C D E F G H I J K L M N O P Q R S T U V W X Y Z

## A
- Akbar Abdi
- Golab Adineh
- Mahnaz Afshar
- Shohreh Aghdashloo
- Pegah Ahangarani
- Desiree Akhavan
- Taraneh Alidousti
- Jahangir Almasi
- Fariborz Arabnia
- Daryoush Arjmand

## B
- Asal Badiee

## D
- Delkash

## E
- Ezzatollah Entezami
- Homayoun Ershadi
- Hadi Eslami

## F
- Parviz Fannizadeh
- Behzad Farahani
- Golshifteh Farahani
- Shaghayegh Farahani
- Mohammad Ali Fardin
- Farimah Farjami
- Bita Farrahi
- Hamid Farrokhnezhad
- Jahangir Forouhar
- Leila Forouhar
- Mohammad Reza Foroutan

## G
- Garsha
- Faramarz Gharibian
- Sorayya Ghasemi
- Mohammad Reza Golzar
- Googoosh

## H
- Azita Hajian
- Mehdi Hashemi
- Jamshid Hashempour
- Leila Hatami
- Amin Hayaee

## J
- Rambod Javan
- Hamid Jebeli

## K
- Niki Karimi
- Mohammad Ali Keshavarz
- Reza Kianian
- Gowhar Kheirandish
- Fakhri Khorvash

## M
- Majid Majidi
- Nasser Malekmoti'ee
- Jamshid Mashayekhi
- Parvaneh Ma'soumi
- Bahman Mofid
- Ali Mosaffa
- Fatemeh Mo'tamed-Aria

## N
- Ahmad Najafi
- Ali Nassirian
- Roya Nonahali

## P
- Hossien Panahi
- Parviz Parastui
- Atila Pesyani
- Mahaia Petrosian
- Parsa Pirouzfar
- Parviz Pourhosseini
- Saeed Poursamimi

## R
- Saeed Rad
- Bahram Radan
- Davoud Rashidi
- Habib Rezaee
- Homa Rousta
- Reza Rouygari

## S
- Hossein Sarshar
- Parviz Sayyad
- Khosrow Shakibaee
- Mozhdeh Shamsaee
- Mehraveh Sharifinia
- Mohammad Reza Sharifinia
- Jamileh Sheykhi
- Soroush Sehhat

## T
- Iraj Tahmasb
- Amin Tarokh
- Sussan Taslimi
- Hedyeh Tehrani

## V
- Behrouz Vossoughi

## Z
- Merila Zare'i

## Vezi și
- Listă de regizori iranieni

Format:Cinematografia iraniană